# Утенино
Утенино — деревня в Талдомском районе Московской области России. Входит в состав сельского поселения Темповое. Население — 4 чел. (2010).

## Население
| 1859 | 1888 | 1926 | 2002 | 2006 | 2010 |
| ---- | ---- | ---- | ---- | ---- | ---- |
| 297  | ↘243 | ↘182 | ↘7   | ↘6   | ↘4   |

## География
Расположена в западной части района, примерно в 11 км к западу от центра города Талдома, на правом берегу впадающей в Волгу реки Дубны. Связана автобусным сообщением с районным центром. Ближайшие населённые пункты — деревни Кривец и Кузнецово.

## История
В «Списке населённых мест» 1862 года Утенино — казённая деревня 2-го стана Калязинского уезда Тверской губернии по правую сторону Дмитровского тракта, при колодце, в 78 верстах от уездного города, с 34 дворами и 297 жителями (148 мужчин, 149 женщин).
По данным 1888 года входила в состав Талдомской волости Калязинского уезда, проживало 243 человека (123 мужчины, 120 женщин).
По материалам Всесоюзной переписи населения 1926 года — центр Утенинского сельсовета Ленинской волости Ленинского уезда Московской губернии, проживало 182 жителя (88 мужчин, 94 женщины), насчитывалось 40 хозяйств, среди которых 35 крестьянских, имелась маслобойня.
С 1929 года — населённый пункт в составе Ленинского района Кимрского округа Московской области, с 1930-го, в связи с упразднением округа, — в составе Талдомского района (ранее Ленинский район) Московской области.
До муниципальной реформы 2006 года — деревня Юдинского сельского округа.

## Известные уроженцы
- Анатолий Васильевич Кисляков (1918—1998) — участник Великой Отечественной войны, Герой Советского Союза[13].